# Ohm mudra

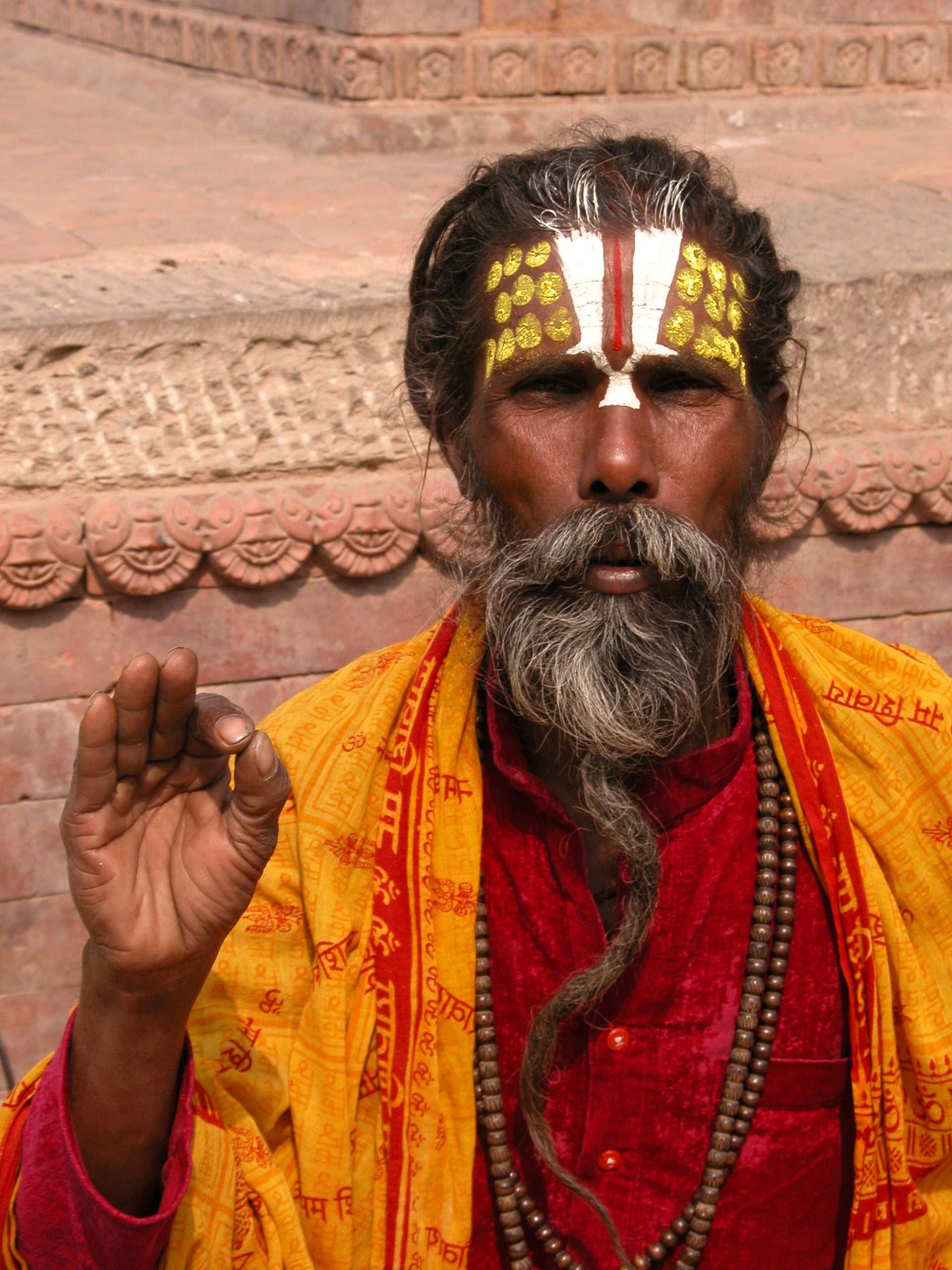
De ohm mudra

Ohm mudra, ook wel godheidsgebaar, is een mudra in hatha yoga. Een mudra (Sanskriet voor zegel of gebaar) is een term die teruggaat op de klassieke teksten van de veda's en betekent in dit geval dat de hand in een bepaalde stand wordt gehouden waardoor er prana op een bepaalde manier door geleid wordt. Mudra's worden voornamelijk beoefend tijdens het mediteren.
In de ohm mudra liggen de puntjes van de duim en wijsvinger tegen elkaar aan en maken ze samen een "o". Aan de vingers wordt een verschillende betekenis toegeschreven. De duim staat voor de goddelijke energie. Het is het symbool voor wilskracht dat niet geconditioneerd is door karma. De wijsvinger wordt in verband gebracht met Jupiter en staat symbool voor het ego en expansie. De energieën zouden worden beheerst door onbewuste patronen.
De "o" symboliseert het evenwicht tussen het karma van god en de betreffende mens. De jnana mudra (wijsheidsmudra) zou de godheid openbaren en de ahamkara mudra (het ego-overstijgende gebaar) de individualiteit, terwijl ze in deze mudra bij elkaar komen en alleen het leven zich manifesteert. Door voortdurend het ohm mudra te maken, zou men vrediger en minder agressief worden en meer solidair zijn met zichzelf.